# کی‌دی استریکلند
کِی‌دی استریکلند (انگلیسی: KaDee Strickland؛ زادهٔ ۱۴ دسامبر ۱۹۷۵) یک هنرپیشه اهل ایالات متحده آمریکا است. وی از سال ۱۹۹۹ میلادی تاکنون مشغول فعالیت بوده‌است.

## گزیدهٔ فیلم‌شناسی

### سینما
- جزیره بزرگ (۲۰۱۹)
- گله (۲۰۰۷)
- گانگستر آمریکایی (۲۰۰۷)
- تب استقرار (۲۰۰۵)
- همسران استپفورد (۲۰۰۴)
- کینه (۲۰۰۴)
- آناکونداها: شکار ارکیده خونین (۲۰۰۴)
- یکی باید کوتاه بیاید (۲۰۰۳)
- چیزی غیر از این (۲۰۰۳)
- دختر، گسیخته‌شده (۲۰۰۰)
- حس ششم (۱۹۹۹)

### تلویزیون
- درمانگاه خصوصی (۲۰۱۳–۲۰۰۷)
- قانون و نظم: نیت جنایی (۲۰۰۲)